# Sophie von Dönhoff

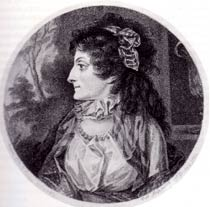
Sophie von Dönhoff

Sophie Friederike Juliane von Dönhoff född 17 oktober 1768, död 28 januari 1838, var en tysk hovdam, morganatiskt gift genom bigami med kung Fredrik Vilhelm II av Preussen. 
Hon var dotter till Friedrich Christian von Voss och Amalia Ottilia von Vieregg. År 1789 blev hon hovdam hos Preussens drottning, Fredrika Louise av Hessen-Darmstadt. Sophie gifte sig med Fredrik på Charlottenburg Slott 11 april 1790. Hon beskrivs som en skicklig pianist och sångerska och beundrades för sin vackra figur. 
Sophie försökte utöva inflytande över Fredrik mot Wilhelmine von Lichtenau och Johann Rudolf von Bischoffswerder, men han reagerade genom att avråda henne från politisk aktivitet, och paret separerade 1792. Sophie köpte 1805 gården Oberbarnim, vars skötsel hon ägnade sig åt resten av sitt liv. 

## Barn
- Friedrich Wilhelm von Brandenburg (1792-1850), Premiärminister i Preussen
- Sophie (Julie) von Brandenburg (1793-1848), gift med Friedrich Ferdinand von Anhalt-Köthen